# Liste der Bodendenkmäler in Geseke
- Karte mit allen verlinkten Seiten:
- OSM |
- WikiMap

Die Liste der Bodendenkmäler in Geseke enthält die denkmalgeschützten unterirdischen baulichen Anlagen, Reste oberirdischer baulicher Anlagen, Zeugnisse tierischen und pflanzlichen Lebens und paläontologischen Reste auf dem Gebiet der Stadt Geseke im Kreis Soest in Nordrhein-Westfalen (Stand: September 2020). Diese Bodendenkmäler sind in Teil B der Denkmalliste der Stadt Geseke eingetragen; Grundlage für die Aufnahme ist das Denkmalschutzgesetz Nordrhein-Westfalen (DSchG NRW).
| Nr.    | Bezeichnung                                                                    | Lage                                                                                         | Eingetragen seit | Beschreibung | Bild                                             |
| ------ | ------------------------------------------------------------------------------ | -------------------------------------------------------------------------------------------- | ---------------- | --- | ------------------------------------------------ |
| BD 01  | Rest der Landwehr Fohlenbusch                                                  | Geseke Neue Landwehr / Liebfrauenweg Standort                                                | 05.09.1989       | |                                                  |
| BD 02  | „Wüstung Ebbinchusen“                                                          | Eringerfeld                                                                                  | 05.09.1989       | |                                                  |
| BD 03  | „Wüstung Stalpe“                                                               | Geseke Stalper Weg Standort                                                                  | 05.09.1989       | |                                                  |
| BD 04  | Stiftsbezirk                                                                   | Geseke Auf dem Stifte / An d. Abtei Standort                                                 | 15.11.1989       | |                                                  |
| BD 05  | Reste der Befestigung im Stadtbusch                                            | Geseke Salzkottener Straße / Ortfelderweg Standort                                           | 15.11.1989       | |                                                  |
| BD 06  | Grabhügel in Eringerfeld                                                       | Eringerfeld Im Waldstück „Dicke Birken“, westlich von Eringerfeld Standort                   | 15.11.1989       | Grabhügel aus der Bronzezeit |                                                  |
| BD 06a | 2 Grabhügel in Eringerfeld                                                     | Eringerfeld Wald nördlich A44, Nähe Eringfelder Rückhaltebecken und Alter Mühlenweg Standort | 15.11.1989       | 2 Grabhügel aus der Bronzezeit |                                                  |
| BD 07  | Teil der Geseker Landwehr                                                      | Geseke                                                                                       | 14.01.1991       | |                                                  |
| BD 08  | Tongrube an der Brenker Straße                                                 | Geseke Brenker Straße                                                                        | 14.01.1991       | |                                                  |
| BD 09a | Wall- und Grabenbefestigungen                                                  | Störmede Steinweg / Wilhelm-Emanuel-von-Ketteler-Weg Standort                                | 18.01.1991       | Rest des Walles der Störmeder Stadtbefestigung zwischen Heimathaus und Friedhof | Rest des Walles zwischen Heimathaus und Friedhof |
| BD 09b | ehem. Augustinerinnenkloster Nazareth                                          | Störmede Kirchweg Standort                                                                   | 01.08.1991       | | Ehemalige Klosterscheune, heute „Haus Nazareth“  |
| BD 09c | Bereich Kirche Störmede                                                        | Störmede Kirchweg Standort                                                                   | 01.08.1991       | | St. Pankratius in Störmede                       |
| BD 09d | Burg Störmede                                                                  | Störmede Albert-Brand-Straße Standort                                                        | 01.08.1991       | Bevor die Burg Störmede gebaut wurde war hier eine Motte. Das Bild zeigt das Schloss Störmede als Ruine im Jahr 2004. Heute ist es saniert und gehört zu einer Hotelanlage.                   | Schloss Störmede als Ruine im Jahr 2004          |
| BD 10  | Historische Wallanlage in der Kernstadt Geseke (Ostmauer, Südmauer, Westmauer) | Geseke Wallanlage Ostmauer Südmauer Westmauer                                                | 12.10.1983       | 2,9 km lange Wallanlage in der Innenstadt von Geseke. Entlang des begehbaren Walls ist ein Historischer Rundweg angelegt mit Infotafeln über Gebäude, die Wehranlage und zur Stadtgeschichte. | Hexenturm an der Ostmauer                        |
| BD 11  | Reststück einer Landwehr                                                       | Geseke                                                                                       | 01.08.1991       | |                                                  |
| BD 12  | Reststück einer Landwehr                                                       | Geseke                                                                                       | 01.08.1991       | |                                                  |
| BD 13  | Reste (Hohlwege) einer Straße in Eringerfeld                                   | Eringerfeld                                                                                  | 01.08.1991       | |                                                  |
| BD 14  | Reststück einer Landwehr                                                       | Geseke                                                                                       |                  | |                                                  |
| BD 15  | Reststück einer Landwehr                                                       | Geseke                                                                                       |                  | |                                                  |